# Брузаско
Брузаско (итал. Brusasco, пьем. Brusasch) — город (коммуна) на севере Италии. Расположен в регионе Пьемонт, в провинции Турин.
Население составляет 1610 человека (2017 г.), плотность населения составляет 112 чел./км². Занимает площадь 14,36 км². Почтовый индекс — 10020. Телефонный код — 011.
Покровителем населённого пункта считается святой Алоизий Гонзага.

## Демография
Динамика населения:

## Администрация коммуны
- Официальный сайт: http://www.comune.brusasco.to.it